# 大田勝幸
大田 勝幸（おおた かつゆき、1958年5月26日 - ）は、日本の石油実業家。ENEOSホールディングス取締役会長。

## 人物・経歴
鳥取県倉吉市出身。1977年鳥取県立倉吉東高等学校卒業。1年間の大学受験浪人生活を経て、1982年東北大学法学部卒業、日本石油入社。2014年JXホールディングス執行役員経理部長。2015年取締役執行役員（経理部管掌） に昇格。2017年取締役常務執行役員（監査部・経理部・財務IR部管掌）。
2018年からJXTGエネルギー代表取締役社長。小売電力の「ENEOSでんき」の、旧東燃ゼネラル石油が展開していた関西地方、中部地方での展開などを行う。日本触媒監査役、山口育英奨学会評議員等も務める。2020年ENEOSホールディングス代表取締役社長。2022年4月ENEOSホールディングス取締役副会長・取締役会議長。2022年10月ENEOSホールディングス取締役会長・取締役会議長。